# Трговина људима у Холандији
Холандија је ратификовала Протокол УН-а о трговини људима из 2000. у јулу 2005. године.
Према Стејт департменту Сједињених Америчких Држава, трговина људима у Холандији је проблем који погађа посебно жене и девојчице, које су принуђене да се баве проституцијом. У 2009. години регистровано је 909 жртава трговине људима.
Према америчком Стејт департменту, Холандија је 2010. године била и изворна и одредишна земља за мушкарце, жене и децу који су били изложени трговини људима, посебно принудној проституцији и присилном раду, иако је, у мањој мери, транзитна земље за такву трговину. Према Стејт департменту, првих пет земаља порекла жртава биле су Холандија, Кина, Нигерија, Мађарска и Сијера Леоне.
Канцеларија америчког Стејт департмента за праћење и борбу против трговине људима ставила је земљу у „Ниво 1“ 2017. и 2023. године.
У 2017. години холандски национални известилац за трговину људима и сексуално насиље над децом проценио је да више од 24.000 људи у Холандији сваке године постане жртва трговине људима. Две трећине људи којима се тргује, око 4.000 људи годишње, постају жртве сексуалног ропства и злостављања. Ову групу су углавном чиниле Холанђанке, укључујући малолетнице (1.320 девојчица сваке године) које су биле жртве макроа. Осталих 2.000 жртава трговине људима били су углавном странци које су на посао дале организоване криминалне групе.
Од 2018. до 2022. године Холандија је идентификовала 4 732 жртве трговине људима (у просеку скоро 24 особе недељно); 20% су били Холанђани, 10% деца и 60% жене.